# Himertosoma annulatum
Himertosoma annulatum là một loài tò vò trong họ Ichneumonidae.